# Matoury
Matoury est une commune française, située dans le département de la Guyane. Avec Remire-Montjoly, cette ville constitue la banlieue résidentielle ainsi qu'une zone d'activité de Cayenne.
C'est sur le territoire de cette commune que se situent l'aéroport Félix-Éboué et le port du Larivot.

## Géographie

### Situation

En rouge le territoire communal de Matoury.

La commune se situe en Guyane française sur le continent de l'Amérique du sud. L'altitude maximale de la commune est de 234 mètres en raison de la présence du Mont Grand Matoury. 
Les communes limitrophes sont :
- au nord Cayenne,
- à l'est Rémire-Montjoly,
- au sud Roura,
- à l'ouest Montsinéry-Tonnegrande et Macouria.

Le territoire communal forme, avec ceux de Cayenne et Rémire-Montjoly, l'île de Cayenne, l'ensemble étant entouré par l'océan et des rivières.

### Climat
Le climat y est de type équatorial humide, type Af selon la classification de Koppen.

## Urbanisme

### Typologie
Matoury est une commune urbaine, car elle fait partie des communes denses ou de densité intermédiaire, au sens de la grille communale de densité de l'Insee,,,. Elle appartient à l'unité urbaine de Cayenne, une agglomération intra-départementale regroupant 3 communes et 126 544 habitants en 2022, dont elle est une commune de la banlieue,.
Par ailleurs la commune fait partie de l'aire d'attraction de Cayenne, dont elle est une commune de la couronne. Cette aire, qui regroupe 6 communes, est catégorisée dans les aires de 50 000 à moins de 200 000 habitants,.
La commune, bordée par la rivière de Cayenne au nord-ouest et par le Mahury au sud-est , est également une commune littorale au sens de la loi du 3 janvier 1986, dite loi littoral. Des dispositions spécifiques d’urbanisme s’y appliquent dès lors afin de préserver les espaces naturels, les sites, les paysages et l’équilibre écologique du littoral, par exemple le principe d'inconstructibilité, en dehors des espaces urbanisés, sur la bande littorale des 100 mètres, ou plus si le plan local d’urbanisme le prévoit,.

### Morphologie urbaine
L'urbanisme de Matoury est très irrégulier. En dehors du bourg de Matoury, on trouve d'autres lieux d'urbanisme le long des grands axes qui mènent vers Cayenne, Macouria ou l'aéroport Félix-Éboué. L'installation de grands équipements actuels tels que le palais régional omnisports Georges-Théolade (PROGT), le lycée de Balata forment des îlots d'urbanisme au milieu de zones de forêt denses. On peut noter également l'installation du siège de la communauté de communes du Centre Littoral dans la commune de Matoury, proche du lycée de Balata.
La commune est composée de plusieurs quartiers :
- le bourg de Matoury avec les quartiers Copaya et Barbadine ;
- l'aéroport Félix-Éboué avec la cité Concorde ;
- le port du Larivot et le quartier du Larivot ;
- La Désirée ;
- Chemin de la Levée ;
- Stoupan et Dégrad sur le Mahury ;
- Sainte-Rose-de-Lima ;
- Balata ;
- Cogneau-Larivot ;
- La Chaumière.

### Logement
Le nombre total de logements dans la commune est de 1 178. Parmi ces logements, 78,4 % sont des résidences principales, 7,2 % sont des résidences secondaires et 13,7 % sont des logements vacants.

## Histoire
La commune de Matoury faisait partie de l'ancien quartier du Tour-de-L'Isle, fondé en 1656. Une église y sera bâtie en 1662 et placée sous la protection de saint Michel. En 1736 le gouverneur Lamirande, propriétaire d'une belle propriété entre Cayenne et Matoury commença le creusement de la crique Fouillée reliant le Mahury et la rivière de Cayenne. Ce canal devait faire la liaison entre Cayenne, Cabassou, Rémire-Montjoly et Roura. La crique Fouillée fut inaugurée par le gouverneur intérimaire De Chesney.
Au XIXe siècle, on construisit un fort au confluent de la crique Fouillée et du Mahury : le fort Trio. Le gouverneur Lemoine, successeur de Lamirande, fit construire un pont sur la crique Fouillée pour faciliter le trajet entre Cayenne et Matoury.
Le 15 octobre 1879, le décret organisant les municipalités de Guyane prévoit la création d'une commune Île-De-Cayenne & Tour-De-L'Isle ayant pour chef-lieu le "bourg de L'Île de Cayenne". Lors des élections du 30 mai 1880, la section du Tour-De-L'Isle élit six conseillers municipaux, la commune était née.
Le 25 février 1891, la commune du Tour-de-L'Isle fut nommée Matoury.

## Politique et administration

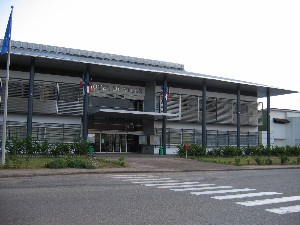
Hôtel de ville de Matoury.

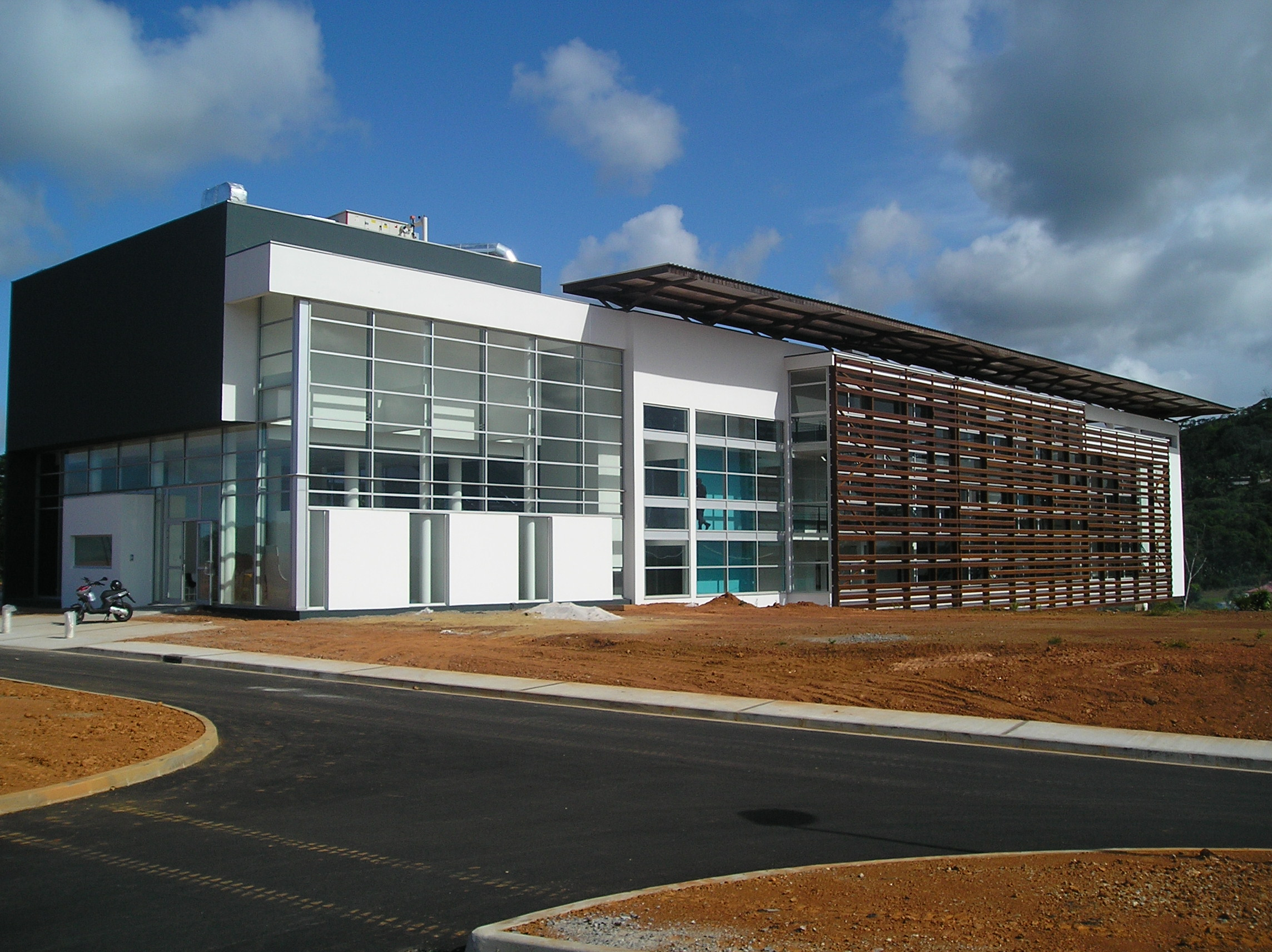
Nouveau siège de la communauté de communes du Centre Littoral.

### Jumelages
Le 17 juillet 2025, la Ville de Matoury a signé un partenariat de jumelage avec celle de Capesterre-Belle-Eau (Guadeloupe). Elle est ainsi devenue la deuxième commune de Guyane à être jumelée avec une commune de Guadeloupe, après Montsinéry-Tonnegrande, jumelée avec Lamentin.

## Population et société

### Démographie
L'évolution du nombre d'habitants est connue à travers les recensements de la population effectués dans la commune depuis 1961, premier recensement postérieur à la départementalisation de 1946. À partir de 2006, les populations de référence des communes sont publiées annuellement par l'Insee. Le recensement repose désormais sur une collecte d'information annuelle, concernant successivement tous les territoires communaux au cours d'une période de cinq ans. Pour les communes de plus de 10 000 habitants les recensements ont lieu chaque année à la suite d'une enquête par sondage auprès d'un échantillon d'adresses représentant 8 % de leurs logements, contrairement aux autres communes qui ont un recensement réel tous les cinq ans,.

En 2022, la commune comptait 35 551 habitants, en évolution de +9,59 % par rapport à 2016 (Guyane : +7,07 %, France hors Mayotte : +2,11 %).
| 1961 | 1967 | 1974  | 1982  | 1990   | 1999   | 2006   | 2011   | 2016   |
| ---- | ---- | ----- | ----- | ------ | ------ | ------ | ------ | ------ |
| 517  | 567  | 1 133 | 2 532 | 10 152 | 18 032 | 24 583 | 29 235 | 32 440 |

| 2021   | 2022   | - | - | - | - | - | - | - |
| ------ | ------ | - | - | - | - | - | - | - |
| 34 810 | 35 551 | - | - | - | - | - | - | - |

Matoury fait partie de la communauté d'agglomération du Centre Littoral, elle croît donc très vite. Les quartiers Balata et Cogneau se sont développés de manière anarchique, mais la création de nouveaux équipements et infrastructures (lycée de Balata, nouveau siège de la communauté de communes du Centre Littoral à Balata, nouvelle caserne de gendarmerie à Cogneau, routes nationales de contournement Cogneau/Matoury Bourg) vont permettre[Quand ?] la restructuration de ces quartiers.

### Enseignement
La commune de Matoury dépend de l'académie de Guyane. Elle dispose de plusieurs établissements scolaires : 
- Jacques-Lony
- Saint-Michel
- Raoul ROUMILLAC
- Les Moucayas
- Maternelle de Balata
- Primaire de Balata
- Primaire Guimanmin
- Groupe Scolaire Abriba
- Groupe scolaire de Rochambeau
- Groupe scolaire de Copaya
- Groupe scolaire Rosita SABAYO - Le Larivot
- Groupe scolaire Les Barbadines
- Groupe scolaire de Stoupan
- Groupe scolaire du Bourg
- Groupe scolaire Maurice-Bellony
- Groupe scolaire La Rhumerie
- Collège La Canopée
- Collège Lise OPHION de Balata
- Collège Maurice DUMESNIL de Concorde
- Lycée générale et des métiers de Balata

### Sports
Équipements sportifs :
- Palais régional omnisports Georges-Théolade (2300 places assises) ;
- Stade municipal Daniel SINAÏ de Matoury ;
- Hall sportif Paul Emile BIENVENUE ;
- Centre nautique Aquazonia de Matoury.

Clubs sportifs :

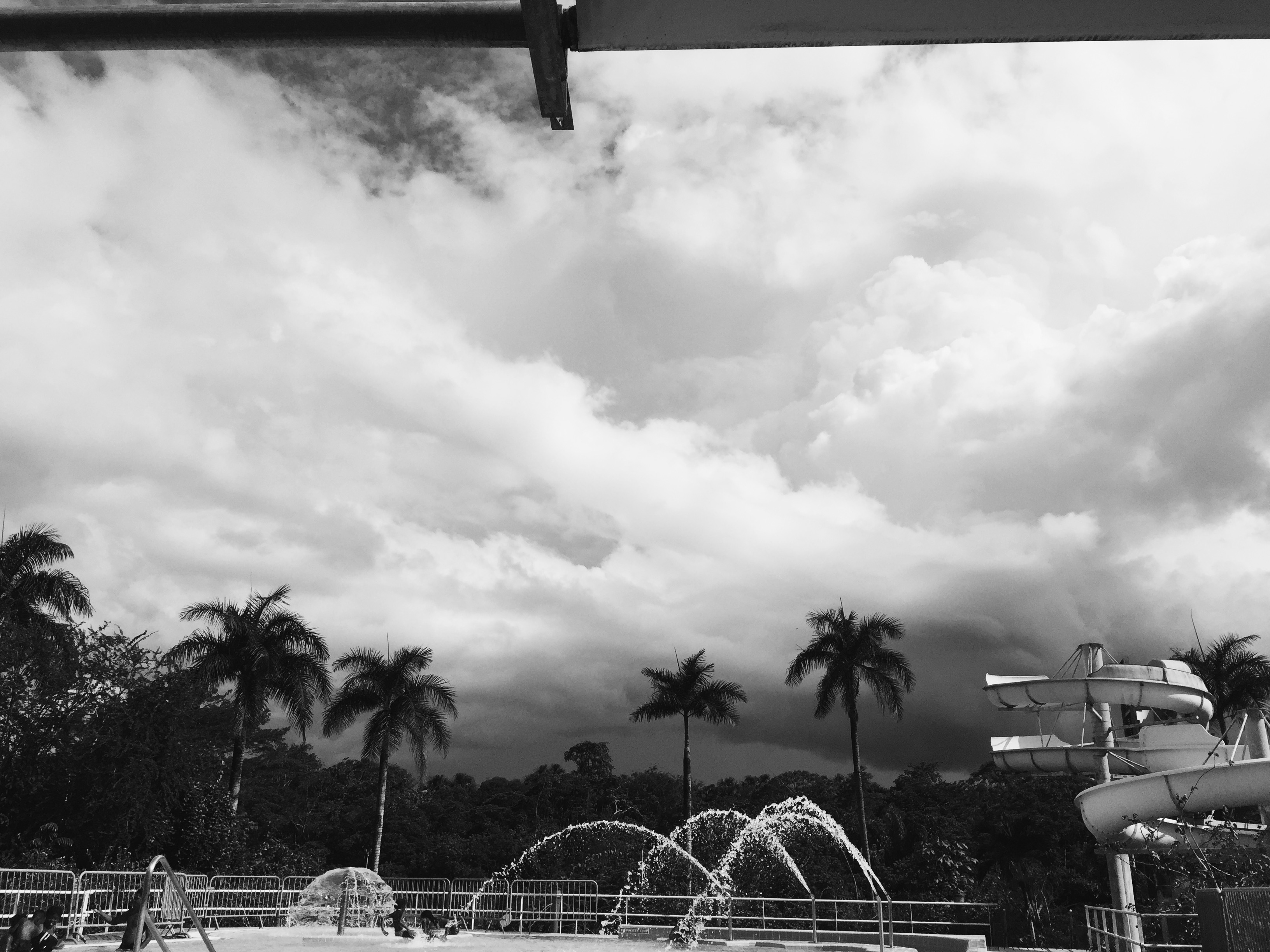
Centre nautique de Matoury

- US Matoury, football, handball, volley-ball, cyclisme
- AJ Balata Abriba, football
- AS Étoile de Matoury, football
- ASC Matoury 88, Basket
- Croix du Sud, cyclisme
- Matoury 2000, athlétisme
- Boxing club Matoury (BCM), boxe anglaise

## Économie

### Entreprises et commerces
Cette une commune résidentielle de l'Île de Cayenne. Mais aussi une vaste zone d'activité avec le port du Larivot, 9e port de pêche français spécialisé dans la crevette et le vivaneau et avec la zone d'activité Terca qui concentre les grandes entreprises de l'agglomération cayennaise. Le port de pêche de Larivot est géré par la chambre de commerce et d'industrie de la Guyane.
On note également la présence dans la commune du palais régional omnisports Georges-Théolodade (le PROGT), lieu qui rassemble les manifestations les plus importantes de Guyane.
C'est l'interface d'accueil de la Guyane, avec l'aéroport Félix-Éboué.

## Culture et patrimoine

### Patrimoine environnemental
- Réserve naturelle du Mont Grand Matoury[23]

### Lieux et monuments

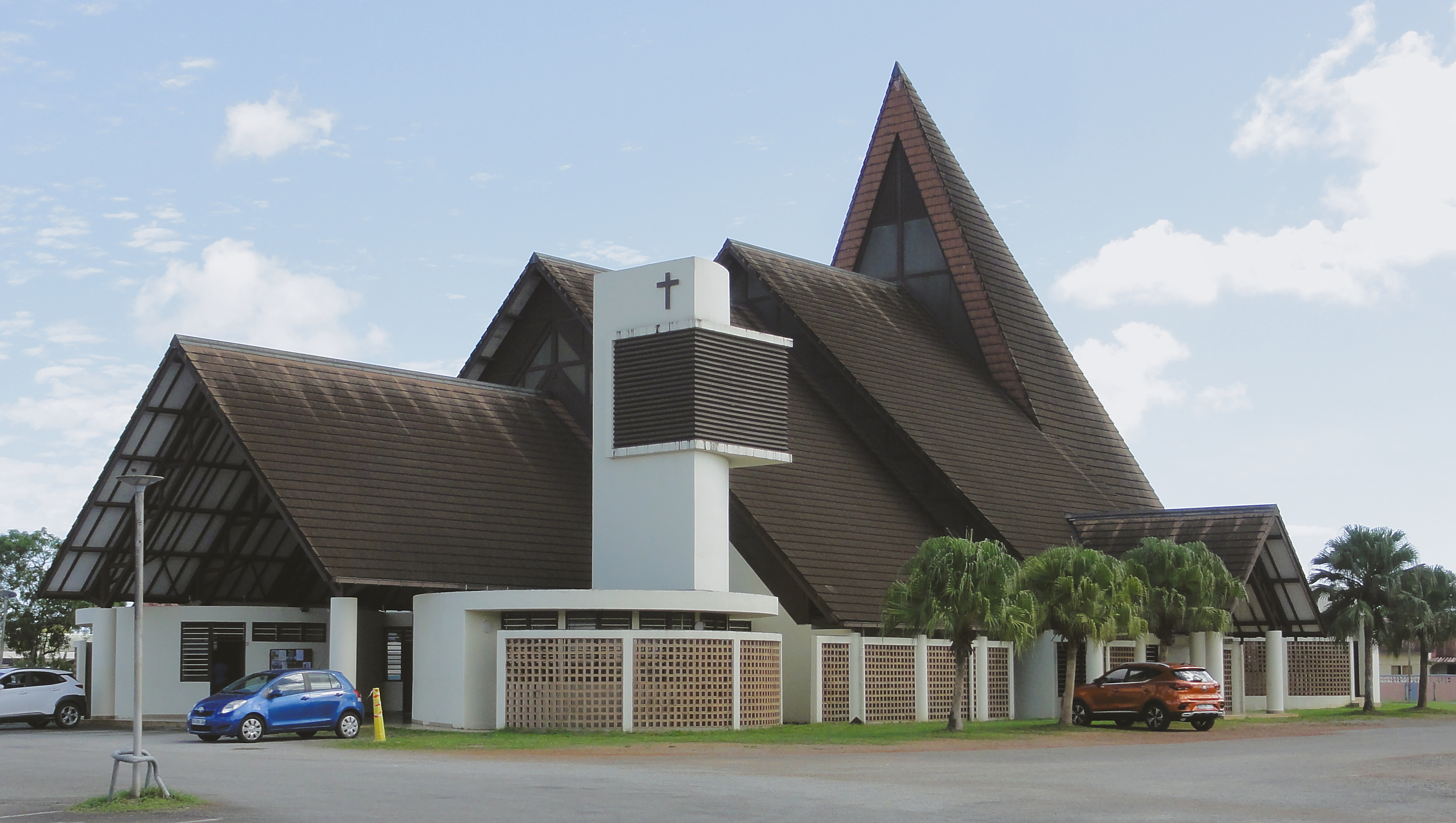
Église Saint-Michel.

- Église Saint-Michel de Matoury. L'église est dédiée à l'archange saint Michel.
- Chapelle du Saint-Esprit de Stoupan. La chapelle est dédiée au Saint-Esprit.
- Chapelle de Balata - La chapelle est dédiée à notre Dame de Lourdes

### Personnalités liées à la commune
- Eudoxie Baboul (1901-2016), doyenne des Français d'Outre-Mer, y vivait.
- Danny Play (1948), auteur-compositeur-interprète.
- Alicia Aylies, née en 1998 élue Miss France 2017.